# Tino Bonk
Tino Bonk (* 1. März 1967 in Dresden) ist ein ehemaliger deutscher Bobsportler.
Bonk begann beim SC Einheit Dresden als Leichtathlet. 1986 belegte er bei den Juniorenweltmeisterschaften den siebten Platz im Kugelstoßen. Ebenfalls 1986 stellte er mit 17,92 m seine Bestleistung mit der Erwachsenenkugel auf. 1987 belegte er bei den DDR-Hallenmeisterschaften den siebten Platz. 
Parallel zu seiner Leichtathletikkarriere begann Tino Bonk als Anschieber im Bobsport. Hier startete er für die SG Dynamo Zinnwald, später für den Nachfolgeverein SWV Altenberg. Bei der Bob-Europameisterschaft 1989 gewann der DDR-Viererbob mit Pilot Harald Czudaj, sowie Tino Bonk, Karsten Brannasch und Peter Förster die Silbermedaille hinter dem Österreichischen Bob von Steuermann Ingo Appelt. Im gleichen Jahr belegte der Bob von Harald Czudaj den vierten Platz bei der Bob-Weltmeisterschaft 1989. Im letzten Jahr der DDR gewann der Viererbob mit Harald Czudaj, Tino Bonk, Alexander Szelig und Axel Jang die Silbermedaille bei der Bob-Weltmeisterschaft 1990 hinter dem Bob des Schweizers Gustav Weder.
Nach der Wiedervereinigung gewann der Viererbob mit Harald Czudaj, Tino Bonk, Alexander Szelig und Axel Jang 1991 und 1992 den Deutschen Meistertitel. Die Bob-Weltmeisterschaft 1991 wurde auf der Rennschlitten- und Bobbahn Altenberg ausgetragen, Czudajs Bob belegte den dritten Platz hinter dem Thüringer Wolfgang Hoppe und dem Schweizer Gustav Weder. 1992 gewannen Czudaj, Bonk, Jang und Szelig den Titel bei der Bob-Europameisterschaft 1992. Bei den Olympischen Spielen 1992 in Albertville belegte das Team den sechsten Platz.
Bonk war gelernter Elektronikfacharbeiter, absolvierte aber während seiner sportlichen Laufbahn eine Ausbildung zum Sportlehrer. Er war später in der Polizei-Ausbildung tätig und gewann mehrere Deutsche Polizei-Meistertitel im Kugelstoßen.